# Irina Poleszczuk
Irina Poleszczuk, ros. Ирина Полещук (ur. 1 sierpnia 1973 w Mińsku) – białoruska siatkarka, grająca na pozycji środkowej. 
Ma francuskie obywatelstwo.

## Sukcesy klubowe
Mistrzostwo Białorusi:
- 2004

Puchar CEV:
- 2008
- 1995

Mistrzostwo Francji:
- 2007, 2009, 2010, 2011
- 2000, 2001, 2002, 2003, 2006
- 1995, 1996, 1998, 2005

Puchar Francji:
- 2002, 2007, 2009, 2010, 2011[1]

Puchar Top Teams:
- 2003

Liga Mistrzyń:
- 2010

## Sukcesy reprezentacyjne
Mistrzostwa Świata Juniorek:
- 1991

Mistrzostwa Europy Juniorek:
- 1992